# Α
Α, α（アルファ、古代ギリシア語: ἄλφα アルパ、ギリシア語: άλφα アルファ、ギリシア語ラテン翻字: alpha）はギリシア文字の第1番目の文字。ギリシアの数字の数価としては1を表す。
ラテンアルファベットの「A」、キリル文字の「А」はこの文字を起源とする。

## 音声
古代ギリシア語では、短母音 /a/、または長母音 /aː/。
現代ギリシア語では単独では[a]。

## 起源
フェニキア文字 𐤀 （アレフ）に由来する。フェニキア文字では声門破裂音[ʔ]を表していたが、ギリシア語では声門破裂音が必要ないために母音[a]を表す文字に転用された。
文字名称は古代ギリシア語ではアルパと発音されたが、ビザンチン時代には「φ」が摩擦音化したためにアルファと呼ばれ、日本語でもアルファと呼び習わされている。

## Α/αの意味
ギリシア語アルファベットの冒頭に位置する文字であるために、物事のはじめを象徴する。例えば、新約聖書のヨハネの黙示録では、次のように使われている。「わたしはアルパであり、オメガである。最初の者であり、最後の者である。初めであり、終りである」（22章13節）
ギリシャ文字系統の文字（ラテン文字、キリール文字など）をアルファベットと言うが、これはギリシア文字の最初の2文字αとβ（アルファ、ベータ）に由来する。
α‐は、ギリシア語で否定を表す接頭辞である。

## 記号としての用法
大文字Αはラテン文字のAと紛らわしいためほとんど使われず、小文字αのみが使われる。
- プラスアルファは、元々プラスエックスの誤りである。“+X”を速記したものを“+α”と読み違えたことが起源だが、現在では和製外来語として定着した。
- 数学で、a と異なる第1の定数としてしばしば用いられる。特に、複素数や角度を表すことが多い。代数方程式の解にあてられることもある。
- 自然科学で、角加速度、角度、電離度、膨張率、減衰率などの量記号。
- 素粒子物理学で、微細構造定数を表す。
- 核物理学で、アルファ線を表す。
- 電気回路のベース接地回路における電流増幅率。

## Α/α（アルファ）を冠する用語
- アルファ版
- アポジカα 、第一製薬が販売している育毛剤。
- アルファ粒子 、アルファ線
- アルファ波
- アルファレコード
- αヘリックス：タンパク質の二次構造の共通モチーフの一つ。
- α巻きヘリカルスキャン VTRのテープ走行レイアウトの方式。↔Ω巻き
- アルファチャンネル
- チャンネルα
- ジェネレーションα（α世代）
- DEC Alpha：DECによって開発された64ビットRISCマイクロプロセッサ
- αベルト：回転運動を往復運動に変換する機構。遊びが非常に少ない特徴から、主に5.25インチフロッピーディスクのヘッド移動に用いられた。
- αシリーズ：ミノルタ（コニカミノルタ）が開発・発売したAF一眼レフカメラシステムのブランド名、またはコニカミノルタのシステムを承継したソニーによるデジタル一眼レフカメラシステムのブランド名。
- α星：その星座の中で最も明るい恒星（例外あり）
- α-STATION：エフエム京都の愛称。正式局名よりも普及している。
- α-gel：衝撃吸収、振動吸収素材。
- ヒュンダイ・αエンジン：現代-起亜自動車グループのコンパクトクラス用直列4気筒エンジンのシリーズ名。主な搭載車種はTB、スクープなど。

## 符号位置
| 大文字 | Unicode | JIS X 0213 | 文字参照               | 小文字 | Unicode | JIS X 0213 | 文字参照               | 備考 |
| ------ | ------- | ---------- | ---------------------- | ------ | ------- | ---------- | ---------------------- | ---- |
| Α      | U+0391  | 1-6-1      | &Alpha; &#x391; &#913; | α      | U+03B1  | 1-6-33     | &alpha; &#x3B1; &#945; |      |
| Ά      | U+0386  | -          | &#x386; &#902;         | ά      | U+03AC  | -          | &#x3AC; &#940;         |      |